# Макаренко Павло Миколайович

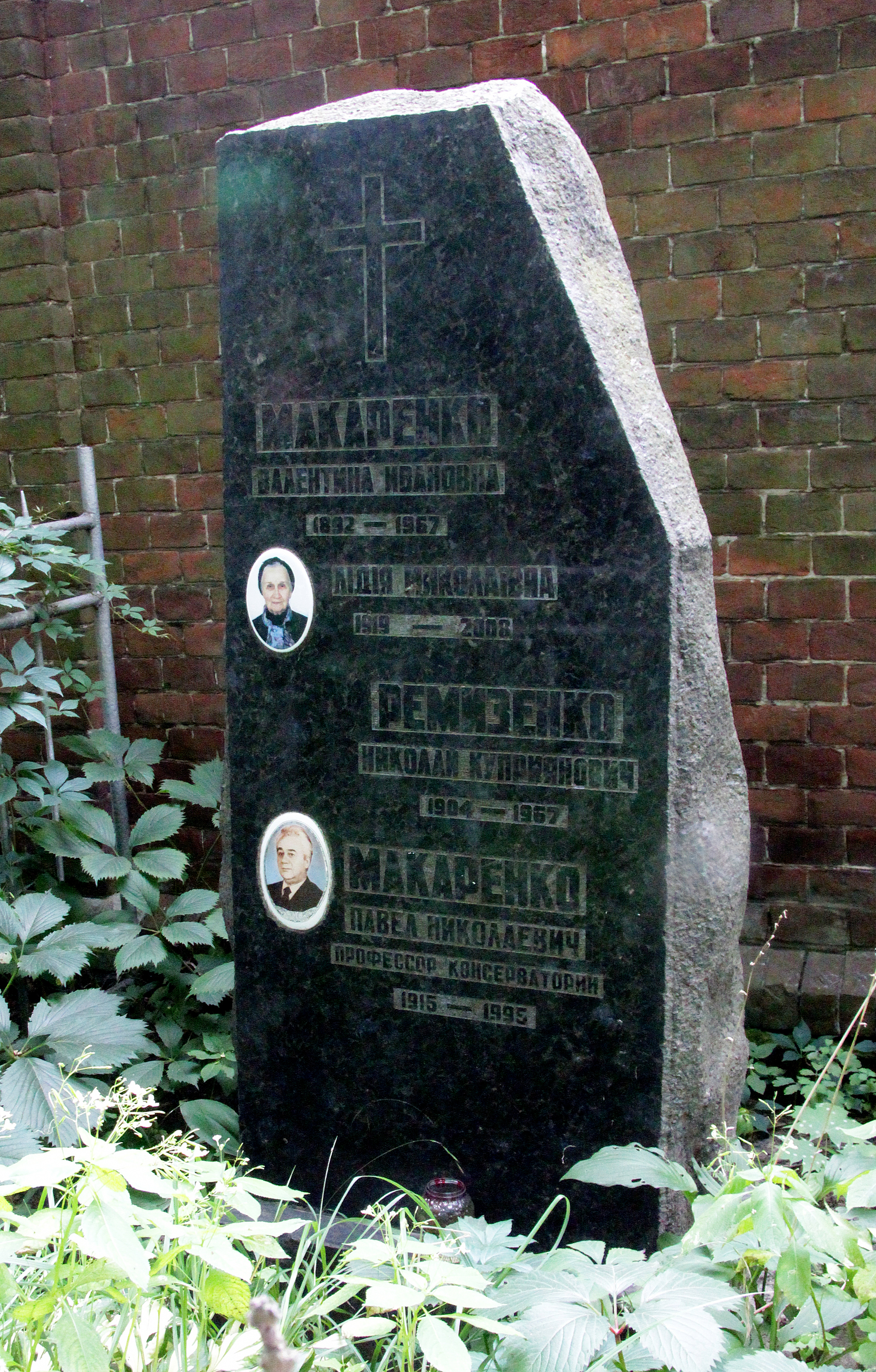

Павло́ Микола́йович Мака́ренко (4 (17) червня 1915, м. Тулун Іркутської області, РФ — 25 листопада 1995, Київ) — український скрипаль і педагог, професор (1986), заслужений діяч мистецтв України (1985).

## Життєпис
1940 — закінчив Московську консерваторію (клас Б. Сібора). Виступав як соліст і як учасник ансамблів у містах Росії й України, зокрема у Києві і Львові.
1947—1957 — викладач Львівської спеціалізованої музичної школи та Львівської консерваторії, зробив вагомий внесок у розвиток львівської школи гри на альті.
Був учасником ансамблів (тріо, квартетів) з О. Криштальським, П. Пшеничкою, В. Стеценком.
Здійснив перекладення для альта і фортепіано. Грав на скрипці Андреа Гварнері.
1958—1995 — викладач Київської консерваторії імені Петра Чайковського.
Серед його учнів — Вадим Козін, Зенон Дашак, Богдан Каськів, Дмитро Колбін, Богодар Которович, Сергій Шотт, Анатолій Венжега, В. Ланцман, Р. Кофман, О. Крамаров, С. Юсов., З. Зелінський, Л. Оленич, Н. Вишневська, Р. Гураль, Ж. Ляшенко, В. Пантелеєв, Л. Стовбун, О. Панова, С. Кулакова, О. Бродський, Є. Висоцький.
Укладач «Збірника п'єс для скрипки» для дитячих музичних шкіл.
Похований у Львові, на 1 полі Личаківського цвинтаря.

## Репертуар
- обробки українських народних пісень
- твори українських і російських композиторів